# سارة جين ريدموند
سارة جين ريدموند (بالفرنسية: Sarah-Jane Redmond)‏ (و. م) هي ممثلة كندية، ولدت في قبرص.

## وصلات خارجية
- سارة جين ريدموند على موقع IMDb (الإنجليزية)
- سارة جين ريدموند على موقع ألو سيني (الفرنسية)
- سارة جين ريدموند على موقع أول موفي (الإنجليزية)
- سارة جين ريدموند على موقع قاعدة بيانات الفيلم (الإنجليزية)
- سارة جين ريدموند على موقع كينوبويسك (الروسية)